# Dury, Aisne

Dury este o comună în departamentul Ain, Franța. În 1 ianuarie 2022 avea o populație de 194 de locuitori.